# Oreophrynella weiassipuensis
Espèce
Statut de conservation UICN

 DD  : Données insuffisantes
Oreophrynella weiassipuensis est une espèce d'amphibiens de la famille des Bufonidae.

## Répartition
Cette espèce se rencontre à la frontière entre le Roraima au Brésil et le Guyana vers 2 280 m d'altitude sur le tepuy Wei-Assipu.

## Description
L'holotype d'Oreophrynella weiassipuensis, un mâle adulte, mesure 21,2 mm. Son dos est brun roux avec une fine ligne longitudinale brune et de petites taches sombre sur la tête. Sa face ventrale est brun roux clair.

## Étymologie
Son nom d'espèce, composé de weiassipu et du suffixe latin -ensis, « qui vit dans, qui habite », lui a été donné en référence au lieu de sa découverte, le tepuy Wei-Assipu.

## Publication originale
- Señaris, DoNascimiento & Villarreal, 2005 : A new species of the genus Oreophrynella (Anura; Bufonidae) from the Guiana highlands. Papéis Avulsos de Zoologia, vol. 45, no 6, p. 61-67 (texte intégral).